# Sayonara, Zetsubou Sensei
Sayonara, Zetsubou Sensei és un manga satíric creat per Kôji Kumeta. Fou adaptat a unes sèries d'anime.

## Història
Situada en una escola de secundària, el deprimit professor Nozomu Itoshiki (veu: Hiroshi Kamiya) està el càrrec d'una classe plena d'alumnes estranys: una acosadora, una extremadament optimista Kafuka Fura, una perfeccionista, una immigrant il·legal, una otaku, una hikikomori, i altres.

## Personatges
- Nazomu Itoshiki
- Kafuka Fura
- Kiri Komori: És una xica pàl·lida hikikomori de 17 anys que s'enamora del seu professor.[4]
- Kaere Kimura
- Meru Otonashi
- Chiri Kitsu
- Matoi Tsunetsuki
- Harumi Fujiyoshi
- Abiru Kobushi
- Nami Hitou
- Usui[5]

## Bandes sonores
La música de la primera temporada de la sèrie fou composta per Tomoki Hasegawa.

## Ressenyes, reconeixements i vendes
El manga guanyà l'any 2007 l'edició número 31 dels Kodansha Manga Award a la categoria de shonen.
A Anime News Network el volum 1 rebé una qualificació d'una A, el volum 4 rebé una B i el volum 8 una B.
L'any 2008 fou el vuité còmic japonés més venut a Amazon.
Al Japó ha sigut uns dels mangues més venuts durant la primera meitat de la dècada del 2010.
Segons The New York Times el volum 14 del manga fou el nové còmic japonés més venut als Estats Units d'Amèrica.

## Controvèrsies
Un capítol 268 del volum número 27 fou llevat de la publicació per acusacions de plagi del volum número 13 del manga Doraemon.
Un programa de televisió de Tailàndia anomenat Wo Ai Hei Se Bang Bang Tang fou acusat per xinesos de copiar seqüències de Zan Sayonara Zetsubō Sensei i K-ON!.